# 세기말의 사랑
《세기말의 사랑》은 2024년에 개봉한 대한민국의 영화이다.

## 캐스팅

### 주연
- 이유영 : 영미 역
- 임선우 : 유진 역
- 노재원 : 도영 역

### 조연
- 문동혁 : 준 역
- 변중희 : 정자 역
- 김기리 : 기훈 역
- 장성윤 : 미리 역
- 이근후 : 박 형사 역
- 이지현 : 혜옥 역

## 참고 사항
- 2023년 제28회 부산국제영화제, 서울독립영화제 상영작이다.